# Paul Augé
Pour les articles homonymes, voir Augé.
Paul Augé, né le 4 juillet 1881 à L'Isle-Jourdain, mort le 23 juillet 1951 à Cabourg, est un éditeur et lexicographe français.

## Présentation
En 1920, tout en poursuivant son œuvre, son père Claude Augé choisit de se faire remplacer, dans ses fonctions éditoriales, par son fils Paul Augé.

## Maîtrise d'ouvrages
- de 1928 à 1933 : édition du deuxième grand dictionnaire du XXe siècle, le Larousse du XXe siècle, comprenant six volumes (un supplément en un volume est édité en 1953 complétant les rééditions du dictionnaire encyclopédique jusqu'en 1949). Par la suite, les suppléments sont intégrés dans des feuilles vertes au début de chacun des six volumes réédités et actualisés à partir de 1950 pour ledit Larousse du XXe siècle
- 1936 : Grand Mémento (2 volumes)
- 1948 : Nouveau Larousse universel[1] (2 volumes)